# Urotheca (animal)
Urotheca es un género de serpientes de la subfamilia Dipsadinae. Sus especies se distribuyen por América Central y el norte de Sudamérica.

## Taxonomía
Se reconocen las siguientes 8 especies:
- Urotheca decipiens (Günther, 1893)
- Urotheca dumerilli (Bibron, 1840)
- Urotheca fulviceps (Cope, 1886)
- Urotheca guentheri (Dunn, 1938)
- Urotheca lateristriga (Berthold, 1859)
- Urotheca multilineata (Peters, 1863)
- Urotheca myersi Savage & Lahanas, 1989
- Urotheca pachyura (Cope, 1875)